# Ulrich Kons
Ulrich Kons (ur. 3 lutego 1955 w Greifswaldzie) – niemiecki wioślarz reprezentujący NRD, złoty medalista olimpijski i dwukrotny medalista mistrzostw świata.

## Kariera
W 1972 zdobył złoty medal w czwórkach ze sternikiem na mistrzostwach świata juniorów w Mediolanie. 
Wystąpił na igrzyskach olimpijskich w Moskwie w 1980, gdzie osada NRD w składzie: Bernd Krauß, Hans-Peter Koppe, Ulrich Kons, Jörg Friedrich, Jens Doberschütz, Ulrich Karnatz, Uwe Dühring, Bernd Höing i Klaus-Dieter Ludwig (sternik) zdobyła złoty medal w ósemkach. W finale o 2,87 sekundy pokonali osadę Wielkiej Brytanii i o 3,51 sekundy osadę ZSRR. Był to  jego jedyny start olimpijski.
W ósemkach zdobył także złoto na mistrzostwach świata w Amsterdamie (1977). Ponadto na mistrzostwach świata w Lucernie (1982) zdobył złoty medal w dwójkach ze sternikiem. 
W 1980 odznaczony Złotym Orderem Zasługi dla Ojczyzny.
Trenował w wojskowym klubie ASK Vorwärts Rostock. Z wykształcenia był nauczycielem wychowania fizycznego. Po zakończeniu kariery pracował jako trener i przedstawiciel farmaceutyczny.